# Atari ST
Pour les articles homonymes, voir ST.

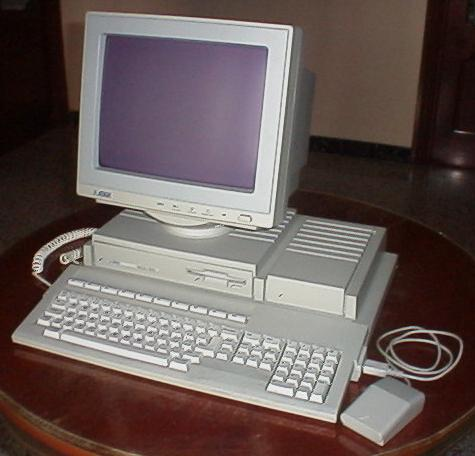
Atari Mega STe avec son moniteur, son clavier et sa souris.

Les Atari ST forment une famille d'ordinateurs personnels conçus par la firme américaine Atari dont le succès commercial a marqué la deuxième moitié des années 1980 et le début des années 1990. Le succès fut autant grand public (jeux vidéo), que professionnel (traitement de texte, PAO et surtout MAO,).
Le micro-ordinateur Atari ST marque plus particulièrement l’histoire informatique comme la machine ayant permis l'essor de la musique assistée par ordinateur et la démocratisation de la norme MIDI,. En 2010, le magazine spécialisé Sound on Sound le classe dans les 25 produits marquants et responsables des changements de l'enregistrement musical. Cette machine est considérée encore aujourd'hui comme une référence dans le domaine en raison de sa robustesse et de son extrême précision pour le séquençage MIDI,.

## Histoire

### L'origine du termeST
ST signifie Sixteen/Thirty-two (« seize/trente-deux ») et fait référence à l'architecture mixte 16/32 bits du microprocesseur Motorola 68000 des premiers modèles. On a dit qu'il s'agissait également des initiales de Sam Tramiel, fils de Jack Tramiel, président d'Atari à l'époque, mais les modèles TT suivants semblent infirmer cette hypothèse.

### Le marché

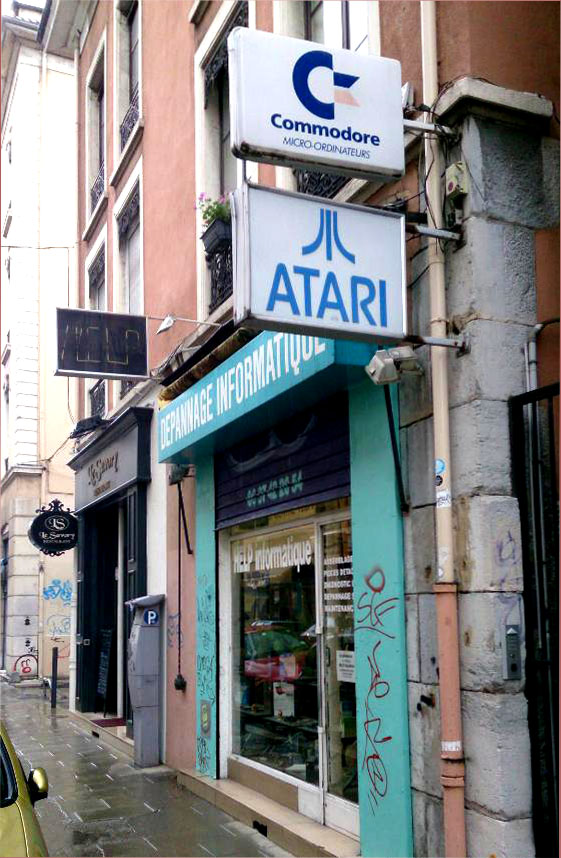
Devanture d'un revendeur spécialisé en informatique témoignant de la guerre commerciale entre Atari et Commodore - Grenoble (2013).

Lors de sa sortie en 1985, l'Atari ST se positionne en concurrent direct du Macintosh d'Apple commercialisé l'année précédente. Ce nouveau micro-ordinateur doit devenir le nouveau fer de lance d'Atari qui est alors au plus mal à la suite du récent krach du jeu vidéo. La société vient juste d'être rachetée par Jack Tramiel, homme d'affaires très influent à l'époque dans le milieu informatique. Après sa première présentation au public, les différents médias rapportent qu'Atari vient de dévoiler son nouveau « Jackintosh ».
La presse et les professionnels l'opposent pourtant rapidement à l'Amiga du constructeur Commodore car les deux machines sont commercialisées quasiment en même temps. Cette concurrence allait donner lieu à l'une des plus importantes batailles commerciales de la micro-informatique.
Les possesseurs de micro-ordinateurs européens étaient alors divisés en deux clans : les utilisateurs d’un ST ou d’un Amiga. Cette concurrence était visible jusqu'aux devantures des revendeurs spécialisés où la bataille entre Atari et Commodore faisait rage.
Les configurations des deux machines étant très proches, le duel se jouait sur des détails (l'Amiga 500 proposant des qualités graphiques et sonores plus novatrices pour l'époque et l'Atari ST un micro-processeur légèrement plus rapide, un encombrement plus réduit, des prises MIDI et un tarif plus attractif). Cette concurrence a incité, par exemple, la scène démo Atari à repousser les limites de la machine pour narguer l'Amiga sur ses points forts.
Le slogan de Jack Tramiel pour l’Atari STF était : « The Power without the Price », la puissance sans le prix.
En 1987, Atari propose, en France, les tarifs suivants:
| Modele    | Mémoire | Moniteur   | Prix HT | Prix TTC |
| --------- | ------- | ---------- | ------- | -------- |
| 520 ST    | 512 Ko  | Sans       | 2 522F  | 2 990F   |
| 520 ST    | 512 Ko  | Couleur    | 4 629F  | 5 490F   |
| 1040 ST   | 1 Mo    | Monochrome | 5 050F  | 5 990F   |
| 1040 ST   | 1Mo     | Couleur    | 6 316F  | 7 490F   |
| Mega ST 2 | 2 Mo    | Monochrome | 9 950F  | 11 800F  |
| Mega ST 4 | 4 Mo    | Monochrome | 12 950F | 15 360F  |

Devant l'engouement pour la machine, plusieurs jeux vidéo d'un genre nouveau furent développés originellement sur Atari ST tels que (entre autres) Dungeon Master, Le Manoir de Mortevielle, L’Arche du Captain Blood puis plus tard Vroom. Ces titres permirent à la machine de jouir d'une longue durée de vie et de faire jalouser pendant quelque temps les possesseurs d'Amiga.
L'Atari ST a connu également un énorme succès auprès des musiciens grâce aux prises MIDI présentes en configuration standard, ce qui était une grande première pour un ordinateur grand public à cette époque.
Atari a aussi été un sérieux concurrent de la firme Apple avec son micro-ordinateur ST. En 1986, la firme à la pomme s’inquiète de l’arrivée de l’Atari ST qui possède des caractéristiques équivalentes (voire supérieures dans certains cas) au Macintosh et qui ne s’interdit pas non plus de concurrencer directement le secteur de marché de son entrée de gamme : l’Apple II. Quelque temps plus tard, un bidouilleur dénommé Dave Small, commercialise un produit, Spectre GCR (en), permettant d’émuler parfaitement un Macintosh avec des performances supérieures à l’original[réf. nécessaire].
Très abordable, fonctionnant avec l'interface graphique GEM, et utilisant des disquettes 3,5", l'Atari ST a été surnommé le Jackintosh (jeu de mots entre Jack, le prénom de Jack Tramiel et Macintosh) car il se positionnait en concurrent direct du Macintosh.
Ce sont essentiellement le 520 ST, le 1040 ST et dans une moindre mesure le Mega ST qui ont remporté un véritable succès public.
L’Atari ST rencontre rapidement un succès important en Europe dans des pays comme la France, l'Allemagne, le Royaume-Uni et bien d'autres encore. Fin 1988, des estimations sur le parc d'Atari ST en Europe indiquent ainsi 200 000 exemplaires au Royaume-Uni, 150 000 exemplaires en France, et 100 000 en Allemagne. Il obtient aussi un certain succès en Australie ou au Canada. Aux États-Unis, malgré la popularité de la firme nationale Atari, le ST n'est étonnamment pas largement diffusé, et se voit réduit à un marché de niche comme l'Amiga en raison de la concurrence du PC et d'Apple. L’Atari ST se limite en 1989 à 100 000 unités vendues dans ce pays.
Fin 1991, l’Atari ST est le micro-ordinateur le plus vendu en France, avec une logithèque très étendue.

### Fin de règne et postérité
Fin 1992, l’Atari Falcon030 arrive timidement pour remplacer l’Atari ST en proposant une machine à vocation multimédia principalement destinée au grand public. Cette machine techniquement innovante mais d'une puissance très limitée pêchera par son absence de titres phares et sa logithèque peu fournie. Atari laisse vivre sans réel soutien son nouveau micro-ordinateur qui obtient pourtant un certain succès chez les musiciens grâce à son excellent rapport qualité/prix. Atari concentre alors rapidement toutes ses forces sur la promotion de sa console Jaguar, considérant alors le marché des micro-ordinateurs saturé par la consolidation du marché des compatibles PC.
À partir de 1993, malgré la sortie de l'exceptionnel Vroom Multiplayer, les nouveaux titres ludiques se font de plus en plus rares, ce qui annonce la fin de la présence de l’Atari ST sur le devant de la scène. Il s’ensuit progressivement l'année suivante l’abandon de la plate-forme par les revendeurs informatiques grands publics. Toutefois, l’Atari ST conserve des utilisateurs fidèles accumulés au fil des années et reste longtemps très utilisé par les musiciens amateurs ou professionnels,. À tel point que le magazine musical Keyboards lance un partenariat avec son homologue ST Magazine concernant les dernières actualités de la machine. Le magazine anglais Sound on Sound lance de son côté les « Atari Notes ».
Jusqu’à la fin des années 1990, ST Magazine et quelques autres magazines français d’informatique alternative permettent aux utilisateurs de la machine de s'informer sur les nouveautés logicielles ou hardware qui continuent à sortir, et cela sans le moindre soutien de la part d'Atari. En France, des salons professionnels consacrés au monde Atari sont organisés et surprennent par leur nombre de visiteurs.
Au début des années 2000, le magazine musical français Keyboards qualifie l’Atari ST de machine « increvable ».
Atari a déclaré officiellement (plaquette publicitaire du Falcon030) avoir vendu plus de 5 millions d'Atari ST dans le monde, dont plus de 550 000 en France (source non officielle), même si le nombre de 3,5 millions semble plus réaliste.
Du 22 octobre 2013 au 24 août 2014, l’Atari ST était exposé à la Cité des sciences et de l'industrie dans le cadre de l’exposition temporaire « Jeu vidéo L'EXPO ». Du 28 avril 2015 au 26 juillet 2015, l’Atari ST était exposé à l’Institut du monde arabe, dans le cadre de l’exposition événement «HIP-HOP, du Bronx aux rues arabes ». Sous la direction artistique du rappeur Akhenaton, l’exposition se voulait axée sur les points d’ancrage importants de la transmission du mouvement hip-hop.

## Musique assistée par ordinateur
Dès 1986, les musiciens plébiscitent l’Atari ST avec notamment l’arrivée du séquenceur Pro 24 de Steinberg. Avec son interface MIDI intégrée, l’Atari ST permet alors à tout un chacun de construire facilement un home studio, puisqu'il est possible d'y relier (à la manière d’un orchestre) un ou plusieurs instruments électroniques compatibles avec la norme MIDI (synthétiseur, sampler, boîte à rythme…).
L’Atari ST apporte un espace de travail performant aux musiciens de l’époque avec son écran monochrome haute résolution et son interface graphique GEM autorisant une utilisation intensive de la souris. L’Atari ST couplé avec un sampler sonne le glas des toutes premières configurations informatiques musicales jusqu’alors réservées aux musiciens fortunés (comme le Fairlight CMI), que ce soit par les performances ou le prix drastiquement inférieur.
De nombreux logiciels de MAO apparaissent alors pour répondre à divers besoins : séquenceur, éditeur de partition, éditeur de synthétiseur, méthodes d'apprentissage musical... et n’importe quel musicien peut dorénavant répéter chez lui, réaliser des maquettes ou même enregistrer un album complet.
Liste non exhaustive des artistes utilisant ou ayant utilisé un Atari ST :
- 808 State[28]
- Alex Gopher[29]
- Alliance Ethnik[30]
- Alphaville
- Aphex Twin
- Astral Projection
- Atari Teenage Riot[31]
- Autechre
- Début 1988, le groupe anglais Bomb the Bass sort le 45 tours Beat Dis et devient l'événement de l'année[32]. Le titre sera classé no 1 au Hot Dance Club Songs américain et no 2 au UK Singles Chart. À la surprise générale, ce morceau fait déferler la house music, issue des ballrooms de Detroit, dans les charts[33] et popularise le mouvement acid house. Le succès de ce single démontre à l'époque qu'il est possible de réaliser et d’éditer très rapidement des albums musicaux sans passer par une grande maison de disques, et ce à contre-courant des tendances musicales de l'époque[33]. Ce morceau dévoile également au grand public les possibilités du sampling avec une utilisation extrême mais très créative d’extraits de morceaux musicaux « volés »[32],[33]. L'album Into The Dragon, alternant les styles house music, dance, hip-hop, soul et abondamment accompagné de scratchs, produira plusieurs autres singles à succès comme Don’t Make Me Wait, MegaBlast ou I Say a Little Prayer. L'album est réputé pour avoir été réalisé pour un coût très modique[34] dans un studio piloté en MIDI par plusieurs Atari ST[35],[36],[34]. Tim Simenon, initiateur du groupe, continua d’utiliser l’Atari ST sur toutes ses productions ultérieures pour la fiabilité de son séquençage MIDI, suite à des essais infructueux avec la plate-forme MacIntosh[34]. Il réalisera de nombreux succès comme Buffalo Stance (Neneh Cherry) ou Crazy (Seal) mais également l’album Ultra de Depeche Mode en 1997[37].
- Bernard Estardy
- Bertrand Burgalat
- Au début des années 1990, Bill Bottrell réalise avec Michael Jackson le mégahit Black or White. Les données MIDI du morceau, calquées sur les improvisations de Michael Jackson, sont intégralement enregistrées sur un séquenceur de chez Hybrid Arts tournant sur la plateforme Atari[38].
- Calogero
- Cappella
- Chimo Bayo (en) sort en 1991 son hit mondial Así me gusta a mí qui deviendra un des titres majeurs de la dance espagnole. Le titre a été réalisé sur un Atari ST[39] avec le séquenceur Pro 24[40].
- CJ Bolland
- Culture Beat
- dDamage
- Dee Nasty
- Deep Forest
- Depeche Mode
- DJ Mehdi
- Duran Duran
- Érick Bamy
- Étienne de Crécy
- Faithless
- Fatboy Slim
- Féfé
- Gérard Blanc
- Le groupe de rap IAM réalise chez lui sur un Atari une grande partie de l'album ... De la planète Mars avant de le finaliser en studio[41].
- Jaydee
- Jean-Jacques Goldman lors de la sortie de son album Chansons pour les pieds explique fin 2001 pendant l'émission télévisée Fréquenstar[42] comment il compose dans son home studio parisien autour d'une configuration Atari qu'il utilise depuis de nombreuses années[43]. Quelques années plus tôt, il avait fixé un rendez-vous dans un studio à Céline Dion et René Angélil et apporté ses disquettes Atari afin de présenter les maquettes de l'album D'eux qui deviendra l'album francophone le plus vendu au monde[44],[45].
- Jean-Louis Murat a réalisé son premier album à succès Cheyenne Autumn[46] avec un Atari 1040 ST et un Akai S900[47].
- Jean-Michel Jarre, qui a utilisé en concert des racks de plusieurs Atari montés en série, notamment pour servir de base rythmique
- Joe Zawinul
- La chanteuse Juliette s’intéresse d’abord à l’informatique musicale en s’équipant d’un ordinateur Atari 1040 ST principalement pour ses prises MIDI. Un jour, un ami lui prête une disquette piratée du jeu Indiana Jones. Elle se découvre alors une passion débordante pour les jeux vidéo qui va l'amener à être nommée des années plus tard présidente du Fonds d'aide au jeu vidéo (FAJV)[48].
- Kassav'
- Kent
- Klaus Schulze
- Kraftwerk
- La Caution
- Laurent Voulzy
- En 1997, Madonna invite le producteur anglais William Orbit à composer son futur album Ray of Light. Au début de l’été, le musicien se rend au réputé Larrabee North Studio en Californie et installe un Atari 1040 ST rafistolé avec lequel il a composé la plupart des chansons. Le micro-ordinateur sera malmené à plusieurs reprises durant les sessions d’enregistrement et prendra même feu[49].
- Marc Kinchen
- Michel Berger
- Michel Fugain
- Mick Fleetwood
- Mike Oldfield
- Niagara
- Oxia[50]
- À la fin des années 1980, Patrick Bruel invite chez lui le musicien Alain Lepas à installer son matériel de composition musicale. Dans son petit studio parisien, le chanteur travaille pour la première fois sur un micro-ordinateur (Atari ST) afin de réaliser les maquettes de son futur album phénomène Alors regarde. Il appréciera plus particulièrement la latitude proposée par cette technique de composition pour peaufiner ces chansons[51].
- Phil Barney est un adepte convaincu du home studio dès le milieu des années 1980. Afin de réaliser ses premiers albums, il s'initie à Notator sur Atari pour maquetter ses morceaux chez lui en accumulant le matériel MIDI[52].
- René-Louis Baron
- Rita Mitsouko
- Serge Perathoner
- S'Express
- Skinny Puppy[53]
- Starmania
- Stephan Eicher
- Le groupe marseillais Superfunk réalise l'un des gros succès de l'année 2000]avec son titre house Lucky Star. Le groupe déclarera apprécier la simplicité de l'Atari ST lui autorisant une créativité personnelle maximum[54].
- Tangerine Dream
- Teddy Riley
- The Brotherhood (en)
- The Future Sound Of London
- The KLF
- The Young Gods
- Vangelis[réf. nécessaire]
- Vincent Lagaf' avec le jeu vidéo Les Aventures de Moktar - Vol 1 : La Zoubida, qui est dans le clip de la musique La Zoubida[55].
- En 1997, White Town explose les charts mondiaux avec son hit Your Woman qu'il a enregistré dans un petit home studio installé dans sa chambre avec du matériel de seconde main. Un simple Atari 520 STfm accompagné d'un logiciel séquenceur gratuit fut utilisé pour enregistrer l'album complet[56].

## Les modèles
Le premier modèle de la série, présenté au cours du printemps 1985 mais jamais commercialisé fut le 130ST, (doté de 128 ko de mémoire vive). Il fut suivi des modèles 520ST (512 ko) et 520ST+ (1024 ko), qui sortent en 1985.
En 1986 apparurent les modèles 260ST (512 ko + système d'exploitation sur disquette à charger en mémoire au démarrage) uniquement commercialisés en Allemagne (Il y a eu quelques modèles vendus en Belgique également), et 520STm (512 ko + sortie vidéo composite pour la télévision).
Le lecteur de disquette 3"5 ne fut intégré qu'à partir de la série de modèles ST déclinées en 520ST, 520STf (512 ko de mémoire vive) et 1040STf (1 Mo de mémoire vive), puis STfm, qui disposait d'un modulateur interne pour une sortie couleur sur écran TV. Suivirent en 1989 la série des STe (e pour enhanced : capacités graphiques et sonores étendues), avec les 520STe et 1040STe.
Le 520STe sorti en 1989 propose plusieurs améliorations, comme l'ajout d'un blitter, une palette de 4 096 couleurs au lieu des 512 du STF, une puce sonore améliorée, deux ports supplémentaires pour la connexion de joysticks analogiques (qui, en pratique, ne furent presque pas exploités), et ainsi qu'une sortie son au format RCA stéréo. Une autre amélioration importante du STE est le fait que la mémoire est clipsée, et non plus soudée.
À destination plus professionnelle, il y eut le Mega ST et le Mega STe, et les portables Stacy et ST Book. Un prototype d'ordinateur à écran tactile, le ST Pad a été présenté mais ne fut jamais commercialisé.

## Les successeurs
Avec l'apparition des microprocesseurs 32 bits sont apparus l'Atari TT (TT signifiant Thirty-Two) et le Falcon030 (030 faisant référence au nom du microprocesseur Motorola 68030).
En parallèle, des clones furent mis sur le marché, comme l’Eagle, le Medusa, l’Hadès ou le Milan. Ces machines s’inspiraient principalement de la conception du TT (alors que les projets de clone du Falcon n'arrivèrent pas à entrer en production) en intégrant des évolutions de processeur (principalement 68040 et 68060), et d’autres évolutions, comme l’utilisation d’un bus PCI.
En 2010, après plusieurs années de concertation entre les différents acteurs du monde Atari, la production d'un nouveau compatible est lancée. Baptisé « FireBee », ce micro-ordinateur est majoritairement compatible avec la logithèque Atari ST. Il est architecturé autour du microprocesseur Freescale ColdFire MCF5474 cadencé à 264 MHz (400 MIPS), donnant une vitesse moyenne de traitement d'environ 150 fois celle d'un Falcon de base.
En 2015, une nouvelle production du « FireBee » est annoncée avec un dispositif de précommande.
Depuis la démocratisation des FPGA, de nombreux ordinateurs apportant la possibilité de cloner le ST sont apparus, comme le MiST, le MiSTer ou encore le Suska.

## Caractéristiques
- Processeur : Motorola 68000, cadencé à 8 MHz pour les ST/Mega ST/STe, et à 16 MHz pour le Mega STe.
- Mémoire vive : 128 ko pour le 130ST, 512 ko pour le 260ST (512 ko + système d'exploitation sur disquette à charger en mémoire au démarrage), 512 ko pour le 520ST, 1024 ko pour le 520ST+ et le 1040ST, 1,2 ou 4 Mo pour le Mega STe.
- Audio : Chipset sonore Yamaha YM2149 (3 voies), auquel s'ajoute un convertisseur numérique/analogique stéréo en 8 bits à 50 kHz pour les STe et Mega STe, disposant d'un équaliseur temps réel pour le réglage du volume, des basses et des aigus.
- Lecteur de disquette : Format 3"½ double densité.
- Disque dur externe (ST): 48 Mo à la norme SCSI, interne pour Méga ST/STe, en option.

### Connectique
L'Atari ST était équipé de nombreux connecteurs à l'arrière, sur le côté et même en dessous.
- Connecteurs Standard :

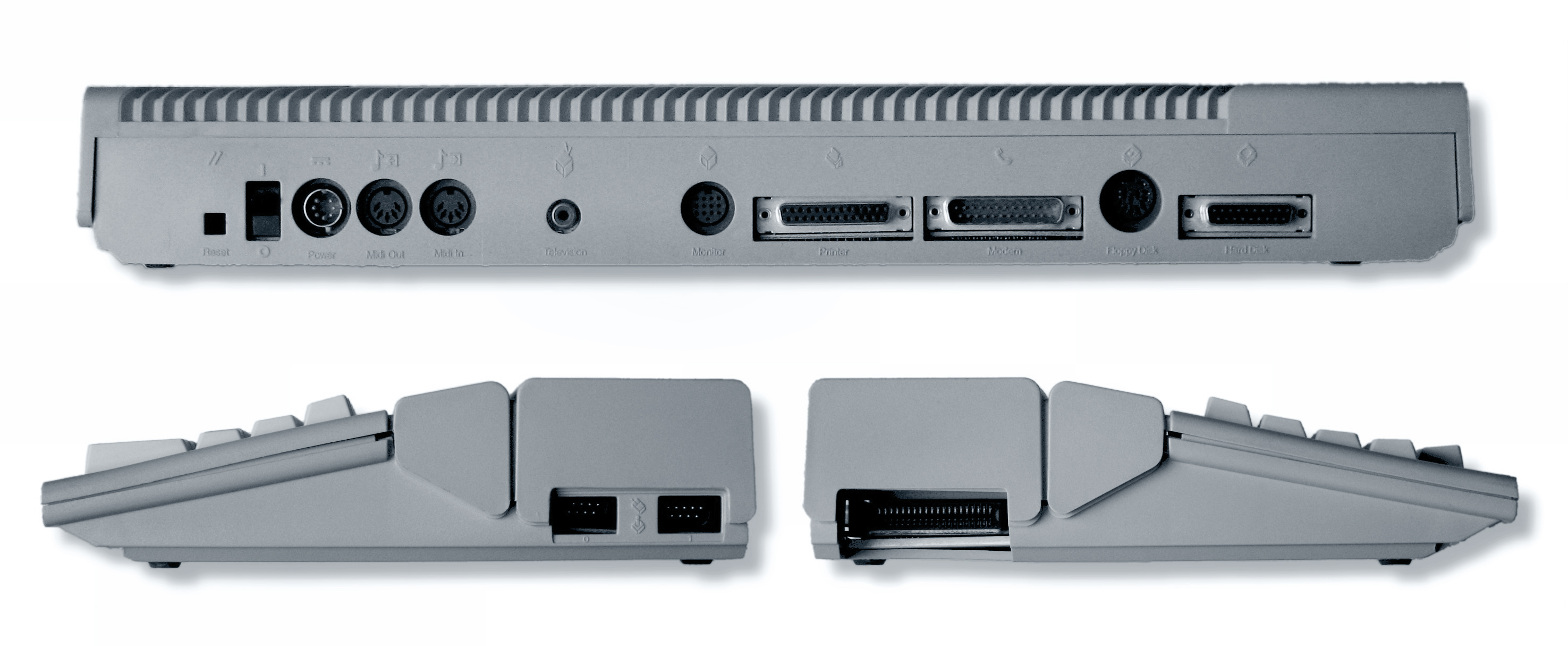
Connecteurs sur un Atari 520ST.

  - interface Série RS-232-C (DB25 mâle)
  - interface Parallèle Centronics (DB25 femelle)
  - deux connecteurs Souris/Joystick (DE-9 mâle) : situés sous le châssis.
  - deux prises MIDI (DIN cinq broches)

- Connecteurs spécifiques aux ST :

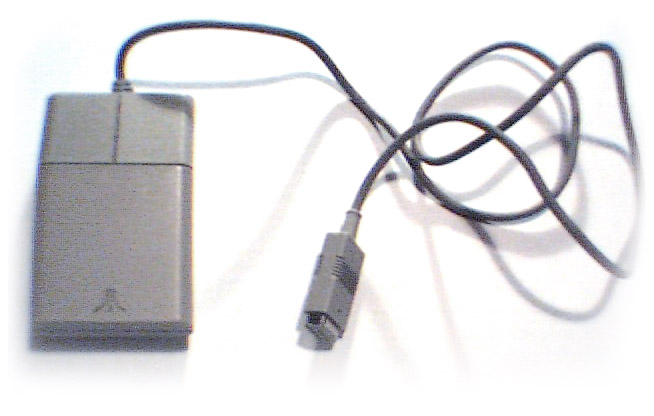
Souris standard Atari ST (2000).

  - prise Moniteur/Television (DIN treize broches)
  - connecteur ACSI (similaire au SCSI) DMA : pour utiliser un disque externe, en SCSI avec un adaptateur.
  - interface pour lecteur de disquettes externe.
  - port cartouche : à l'origine destiné à une application résidente de 128 ko en ROM mais qui a aussi été utilisé pour des extensions hardware : digitaliseurs vidéo (VidiST), scanners à main, digitaliseurs sonores (ST Replay), cartes son (MV16), émulateurs (Spectre CGR), clés hardware de certains logiciels musicaux et dernièrement, carte Ethernet, port USB et IDE.
  - deux Connecteurs pour joysticks supplémentaires (STe)

### Affichage

#### Mode d'affichage
Les ST disposaient de trois modes d'affichage :
- basse résolution : 320 × 200 pixels en seize couleurs ;
- moyenne résolution : 640 × 200 pixels en quatre couleurs ;
- haute résolution : 640 × 400 pixels monochrome (noir et blanc).

Le mode haute résolution nécessitait un moniteur spécial (Atari SM124) du fait de sa fréquence de rafraîchissement de l'écran de 70 Hz, tandis que les deux autres étaient affichables soit sur une télévision (via la prise péritel), soit sur des moniteurs couleurs (tels que les Atari SC1224 et SC1435).
Des moniteurs « multisynchro » permettaient d'afficher les trois modes.
Des montages électroniques permettaient d'utiliser un écran VGA.

#### La palette de couleur
Les couleurs sont choisies en spécifiant leurs niveaux de rouge, vert et bleu. Pour les modèles avant le STf, chaque niveau peut prendre une valeur entre 0 et 7, le choix des couleurs se fait donc parmi 512 couleurs.
Pour le STe et le Mega STe, chaque niveau peut prendre une valeur entre 0 et 15, permettant de choisir parmi 4 096 couleurs. Une astuce de codage des niveaux permet une compatibilité ascendante pour les jeux apparus avant le STe.
Des astuces de programmation du matériel permettaient à certains logiciels (comme Spectrum 512) d'afficher plus de couleurs que la normale en changeant en continu la palette de couleur. Ces astuces consommaient l'essentiel de la puissance de calcul et étaient donc inexploitables dans des jeux.

## Logiciels

### Système d'exploitation

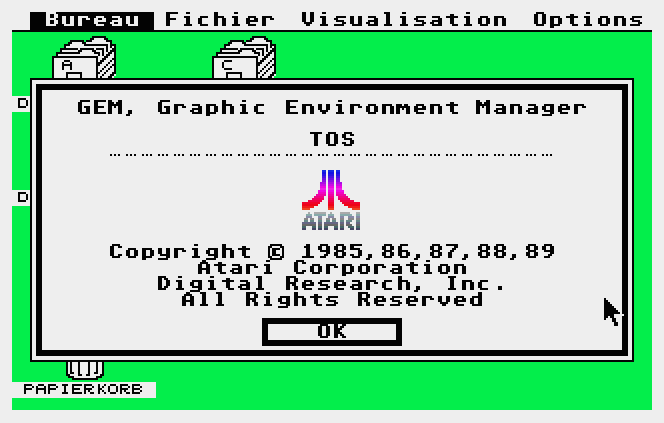
TOS 1.04

Le système d'exploitation en ROM est le TOS pour The Operating System, décliné en différentes versions (1.n à 2.n) suivant les différents modèles de ST. Le TOS est un système complet regroupant différentes couches : le système et le GEM regroupant la VDI (primitives de base graphiques) et l'AES (couche niveau haut) permettant de gérer les fenêtres, les menus, la souris etc, en se servant de la VDI. La VDI de base des TOS étant relativement lente, 2 autres produits ont vu le jour par la suite : NVDI (commercial) puis fVDI (libre), permettant de multiplier la vitesse de la VDI par 2,5 environ.
En 1989, Eric Smith a sorti MiNT (Mint is Not TOS), surcouche du TOS fournissant un système multitâche préemptif basé sur Unix (programmé avec les outils GNU), pour tous les ordinateurs TOS (des Atari ST au tout dernier "Atari" FireBee en passant par les TT, Falcon, Hades et Milan) et permettant d'utiliser les applications GEM en environnement multitâche.
MiNT (devenu par la suite FreeMiNT), à placer dans le dossier AUTO, utilise un noyau pour piloter le système ainsi que des modules sous forme de fichiers séparés chargeables par MiNT, permettant de piloter, par exemple, une couche réseau internet TCP/IP ou un système de fichier différent de la FAT16 ou FAT32 : Minix. MiNT ne nécessite pas de PMMU. Accessoirement, MiNT peut également charger un serveur de fenêtre de type X11R6 permettant d'utiliser des logiciels graphiques Unix, avec l'inconvénient que ces logiciels sont très lents avec aussi peu de puissance et qu'il vaut mieux posséder un Atari puissant (au moins un Milan à 32 MHz) pour avoir une utilisation relativement confortable (un 68060 est conseillé).
FreeMiNT est actuellement une surcouche du système FireTOS pour ordinateur FireBee permettant d'avoir théoriquement, une logithèque assez conséquente de logiciels du monde Unix adaptée au GEM du FireBee (avec les outils GNU).

### Logiciels phares
L'Atari ST est un ordinateur polyvalent permettant aussi bien de jouer que de travailler.

#### Quelques jeux vidéo qui ont marqué la carrière du ST
- Dungeon Master (FTL) : le premier jeu de rôle en vue subjective en temps réel dans l'histoire du jeu vidéo.
- Speedball (The Bitmap Brothers) : jeu de sport futuriste à deux joueurs en simultané.
- Rick Dangerous (Core Design) : jeu de plates-formes rendant hommage à Indiana Jones avec beaucoup d'humour.
- Vroom (Lankhor) : jeu d'arcade et de simulation de courses de Formule 1.
- North & South (Infogrames) : jeu de stratégie-actions tour par tour inspiré de la bande dessinée Les Tuniques bleues.
- Gods (The Bitmap Brothers) : jeu de plates-formes/action avec un level design très élaboré.
- Stunt Car Racer : courses 3D innovante de Dragsters sur des pistes surélevées.
- Falcon : simulateur aérien de combats en 3D.
- L'Arche du Captain Blood : un space opéra novateur pour l'époque.
- Maupiti Island (Lankhor) : enquête policière digne d'un roman d'Agatha Christie avec des dialogues en synthèse vocale.
- Kick Off 1 & 2 : jeu de foot avec un contrôle du ballon révolutionnaire à sa sortie.
- Sensible Soccer : jeu de foot vu de dessus, le rival de Kick Off.
- Arkanoid (jeu vendu avec l'Atari 520ST lors de certaines offres promotionnelles) : adaptation fidèle du célèbre casse-briques mais jouable avec une souris.
- Monkey Island (Lucasfilm Games) : jeu d'aventure avec beaucoup d'humour.

#### Publication
- Calamus SL (invers Software) : Logiciel de PAO WYSIWYG et modulaire.
- Papyrus (de ROM Logicware) : un intégré (traitement de texte WYSIWYG, tableur graphique, bases de données) bureautique avec de nombreuses innovations pour l'époque (prix international du logiciel 1996). Ce logiciel est toujours produit par Ully Ramps sous le titre de "Papyrus Author" et est devenu une IA pour écrire des romans !

#### Traitement de texte
- Le Rédacteur : traitement de textes qui avait été choisi par la rédaction de Libération.
- Beckertext (Data Becker) Intégré
- Evolution (Priam)
- Papyrus
- Publishing Partner (Upgrade) PAO
- Signum (Application System)

#### Graphisme
- Animator (Aegis Développement) Animation graphique
- CAD 3D (Antic) CAO
- Artist (Micro Application) Graphisme 2D animation
- Deluxe Paint (Electronic Arts) Graphisme 2D
- Degas Elite (Batteries Included) Graphisme 2D
- GFA Draft, GFA Object, GFA Vector (Micro Application)
- Quantum (Eidersoft) Graphisme 2D
- Lazypaint, ZZ Rough (Human Technologies) Graphisme 2D
- OCP Art Studio (Rainbird) 2D animation
- Neochrome
- Cyber Paint
- Spectrum 512
- ZZ Draft, ZZ 2D, ZZ 3D (Human Technologies) DAO

#### Langages
- GFA BASIC (langage de programmation, mélange entre le BASIC standard et le langage C)
- Omikron BASIC
- STOS BASIC
- Basic 1000D : Un langage Basic très puissant en calcul scientifique, du même niveau que le R ou Julia
- Seka ASM
- Devpac ASM
- Atari ST basic
- Interpréteur C (Hisoft)
- Compilateur Lattice C
- Pure C (Par Application System Heidelberg), le plus évolué des compilateurs C sur Atari/TOS (portage du Borland Turbo C)
- Alice Pascal : Compilateur Pascal compatible Watcom Pascal)
- HiSpeed Pascal, parfois appelé Maxon : Compilateur Pascal compatible Turbo Pascal 5
- Pure Pascal (Par Aplication System Heidelberg) : Compilateur Pascal compatible Turbo Pascal 7. La dernière version, la 1.1 (1995), pouvait manipuler les chaines de caractère au format C avec le type PChar avec une unité de fonctions dédiées (Unité String). Ce compilateur est recommandé à la fois pour sa simplicité d'apprentissage mais aussi pour sa puissance et toute l'étendue de ses possibilités de développement.
- GNU C pour les logiciels GEM ou adapter des logiciels Unix sous FreeMiNT
- De nombreux autres langages (tels modula 2, fortran, Forth, LISP, prolog...)

#### Musique
- Cubase (Steinberg Media Technologies) : Séquenceur MIDI.
- Notator / Creator (C-Lab/Emagic) : Séquenceur MIDI.

#### Émulation
- Magic-Sac / Spectre 128 et GCR : des émulateurs Mac pour Atari se targuant de performances vidéo 30 % supérieures. Ces émulateurs utilisaient le port cartouche pour héberger les ROM d'Apple. Ils ont été conçus par l'entreprise Gadgets by Small, fondée par le programmeur Dave Small.
- Aladin : émulateur Mac 128 pour Atari, fonctionnant sans hardware sur le port cartouche.

## Émulateurs Atari ST
Il est possible aujourd'hui de lancer des logiciels Atari ST sur les machines actuelles, via plusieurs émulateurs :
- Hatari[60] : Émulateur d'Atari ST/STE/TT/Falcon pour les systèmes GNU/Linux, BSD, Mac OS X et Windows, ou tout système supporté par la bibliothèque SDL. Cet émulateur est sous licence GNU GPL. L'émulateur est donc libre, néanmoins l'image du système d'exploitation TOS est encore sous copyright, il est donc illégal de diffuser ce dernier. Cependant, il existe deux moyens de contourner ceci de manière légale. Le premier moyen consiste à recréer l'image TOS à partir d'un Atari existant (ce qui nécessite de posséder la machine physiquement), le deuxième est d'utiliser EmuTOS, un système d'exploitation conçu pour les processeurs Motorola 68000[61].
- STEEM SSE[62] : Autre émulateur disponible sous Linux et Windows.
- SainT[63].
- PaCifiST[63].
- PCE[63].
- STew[63].
- NoSTalgia[64]